# La Luz, Victoria
La Luz är en ort i Mexiko.   Den ligger i kommunen Victoria och delstaten Guanajuato, i den centrala delen av landet, 240 km nordväst om huvudstaden Mexico City. La Luz ligger 1 992 meter över havet och antalet invånare är 161.
Terrängen runt La Luz är huvudsakligen kuperad, men åt nordväst är den platt. Runt La Luz är det glesbefolkat, med 18 invånare per kvadratkilometer. Närmaste större samhälle är San Luis de la Paz, 16,7 km väster om La Luz. Omgivningarna runt La Luz är i huvudsak ett öppet busklandskap.